# Ruitpython
De ruitpython (Morelia spilota) is een grote slang uit de familie pythons (Pythonidae).

## Naam en indeling
De ondersoort Morelia spilota variegata staat bekend onder de naam tapijtpython. De naam ruitpython wordt ook wel specifiek voor de ondersoort Morelia spilota cheynei gebruikt. Een andere Nederlandstalige naam voor de ruitpython is Australische python.
De wetenschappelijke naam van de soort werd voor het eerst voorgesteld door Bernard Germain de Lacépède in 1804. Oorspronkelijk werd de wetenschappelijke naam Coluber spilotus gebruikt.

### Ondersoorten
De soort wordt verdeeld in zeven ondersoorten die onderstaand zijn weergegeven, met de auteur en het verspreidingsgebied.
| Naam                                     | Auteur                   | Verspreidingsgebied                                     |
| ---------------------------------------- | ------------------------ | ------------------------------------------------------- |
| Morelia spilota cheynei                  | Wells & Wellington, 1984 | Australië (Queensland)                                  |
| Morelia spilota harrisoni                | Hoser, 2000              | Indonesië (Papoea), Papoea-Nieuw-Guinea                 |
| Morelia spilota imbricata                | Smith, 1981              | Zuidwestelijk Australië                                 |
| Morelia spilota mcdowelli                | Wells & Wellington, 1984 | Australië (New South Wales, Queensland)                 |
| Morelia spilota metcalfei                | Wells & Wellington, 1985 | Australië (New South Wales, Queensland, Zuid-Australië) |
| Diamantpython (Morelia spilota spilota)  | Lacépède, 1804           | Australië (New South Wales)                             |
| Tapijtpython (Morelia spilota variegata) | Gray, 1842               | Noordelijk Australië                                    |

## Uiterlijke kenmerken
De lichaamslengte van de slang is gemiddeld ongeveer twee meter, met uitschieters tot 3,5 meter. Veel exemplaren blijven echter aanzienlijk kleiner. De Nederlandstalige naam ruitpython slaat op de vlekken op het lichaam, deze zijn meestal bruin van kleur met een lichtere omzoming op een beige achtergrond. Er zijn echter veel kleurvariaties en de verschillende ondersoorten vertonen een breed scala aan kleuren en patronen. Er komen ook melanische exemplaren voor die geheel zwart zijn met enkele witte vlekken. De meeste exemplaren hebben buiten de natuurlijke habitat een opvallende tekening, maar hierbinnen valt de slang weg tegen de ondergrond. Het kleurpatroon dient om bladeren die op de bodem liggen te imiteren.

## Levenswijze

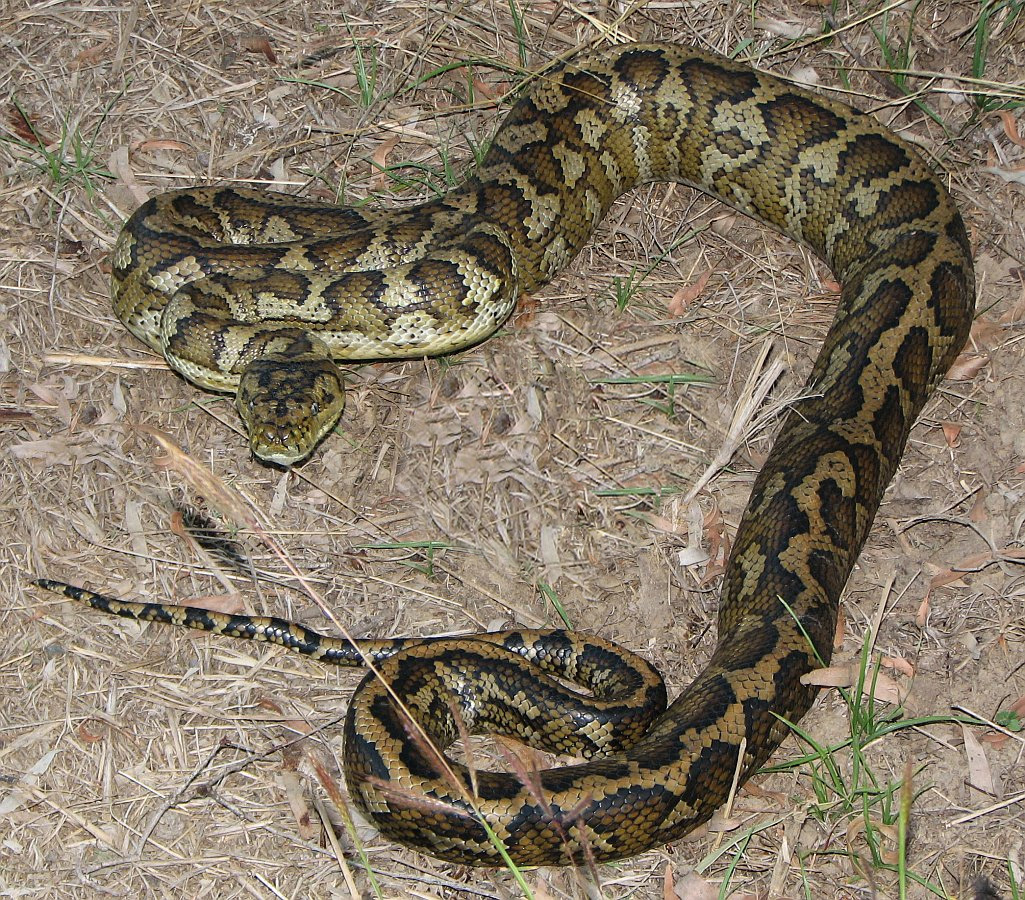
Morelia spilota mcdowelli

Het voedsel bestaat uit kleine gewervelde dieren, zoals hagedissen, muizen, konijnen en andere kleine zoogdieren, maar ook wel vogels. Het is een nachtactieve soort die zich overdag opgerold in een boom schuilhoudt en bij de schemering op jacht gaat. De slang kan goed klimmen maar wordt ook veel op de grond aangetroffen. Ook kan de slang zich in het water snel bewegen. Zoals alle pythons is deze soort niet giftig omdat het een wurgslang is. De ruitpython kan een gevaar opleveren voor lokale huisdieren. Mensen en ook kleine kinderen worden met rust gelaten, hoewel de slang gemeen kan bijten als het dier zich bedreigd voelt.
Vrouwtjes produceren legsels van maximaal vijftig eieren, die ze afzetten in rottende planten of holle boomstronken. Ze wikkelen zich om de eieren en beschermen die tot ze uitkomen.

## Verspreiding en habitat
De ruitpython komt voor in de landen Australië en Nieuw-Guinea. Binnen Australië is de slang aangetroffen in de deelstaten New South Wales, Noordelijk Territorium, Queensland, Victoria, West-Australië en Zuid-Australië.
De habitat bestaat uit zowel drogere als vochtige tropische en subtropische bossen, vochtige en droge savannes, tropische en subtropische moerasen, scrubland en graslanden Ook in door de mens aangepaste streken zoals tuinen, parken en plantages kan de slang worden gevonden. De soort is aangetroffen van zeeniveau tot op een hoogte van ongeveer vijftig meter boven zeeniveau.

### Beschermingsstatus
Door de internationale natuurbeschermingsorganisatie IUCN is de beschermingsstatus 'veilig' toegewezen (Least Concern of LC).